# Acrossocheilus labiatus
Acrossocheilus labiatus és una espècie de peix cipriniforme de la família dels ciprínids.

## Morfologia
Els mascles poden assolir els 13 cm de longitud total.

## Distribució geogràfica
Es troba a Taiwan i la Xina.